# Komunistická strana Abcházie
Komunistická strana Abcházie, zkráceně KPRA (abchazsky Аԥсны акоммунисттә партиа, rusky Коммунистическая партия Абхазии, КПРА), je politická strana v Abcházii, jejíž vznik se datuje do začátku 20. let 20. století, kdy se formoval Sovětský svaz. V sovětském období byla tato strana regionální pobočkou Komunistické strany Sovětského svazu. Po rozpadu SSSR a po válce v Abcházii, kdy strana přestala existovat, byla v roce 1995 obnovena.

## Dějiny
Komunistická strana Abcházie byla založena v průběhu března roku 1921 s tím, že její zakládající členové požadovali vznik samostatné Socialistické sovětské republiky Abcházie nebo integraci do Ruské SFSR. Jejím prvním předsedou byl abchazský komunistický politik Efrém Ešba, který jménem abchazského Revkomu tuto žádost odeslal 27. března předsedovi kavkazských bolševiků Sergovi Ordžonikidzemu. Ešba revkom v Suchumi zformoval již v létě 1918, kdy se celé Zakavkazsko odtrhlo od pozůstatku Ruského impéria, jež již zčásti ovládali bolševici. V době založení bolševici dokončili obsazení celé oblasti Kavkazu a po ustavení Sovětského svazu o rok později se Komunistická strana Abcházie stala součástí KSSS.
Po celé sovětské období byla strana loajální vůči vedení v Moskvě, avšak v roce 1988, kdy narůstaly rozpory s Gruzií, které byla Abcházie od roku 1931 její autonomní součástí, začala strana požadovat odtržení od Gruzie. V následujících obdobích, kdy v Abcházii vzrostl nacionalismus za vlády Vladislava Ardzinby, strana víceméně přerušila svou činnost.
Po rozpadu Sovětského svazu a po válce v Abcházii obnovila Komunistická strana Abcházie činnost, nyní coby nezávislá politická strana, která již není součást žádného vyššího celku. Ustavující sjezd se uskutečnil 4. března 1995. Členy strany byli komunističtí politici, kteří dle Valerije Bganby, jenž o dvacet let později gratuloval Komunistické straně Abcházie k výročí vzniku, svými zkušenostmi z předešlé éry (strana měla nejvíce členů ze všech politických stran v Abcházii – zhruba 8 tisíc) pomohli upevnit Abcházii a utvořit z ní funkční stát. V červnu 1997 se uskutečnil druhý sjezd strany, na němž se delegáti usnesli na podobě nové charty a nového programu strany. Strana si vytyčila za cíl vybudovat suverénní demokratický stát s výdobytky socialismu a na bázi smíšeného hospodaření, v němž se na rozdíl od předešlého sovětského režimu připouštěly „různé formy vlastnictví, generující ekonomický i společenský zisk“. V 90. letech 20. století, kdy ji vedl první poválečný první tajemník Enver Kapba, podporovala vládu Vladislava Ardzinby a podpořila jeho kandidaturu v prezidentských volbách v Abcházii v roce 1999, v kterých ale Ardzinba neměl protikandidáta. V podstatě během celého období Ardzinbovy vlády byla Komunistická strana Abcházie vnímána jako loajální opoziční strana, která nešla do otevřeného střetu s vládnoucí mocí, i když se jí někdy kroky prvního prezidenta a jeho vlády nelíbily.
Komunistická strana Abcházie se stala součástí Svazu komunistických stran - Komunistické strany Sovětského svazu a udržuje těsné vztahy se stranami v Rusku, jež vyznávají komunistickou ideologii. Neuznává však na rozdíl od ostatních komunistických stran v zemích bývalého Sovětského svazu odkaz Stalina.
V roce 2007 zaznamenala strana volební úspěch, když se několik jejích kandidátů dostalo do Abchazského lidového shromáždění, kde se přidali k opoziční frakci vůči prezidentovi Sergejovi Bagapšovi. Avšak během prezidentských voleb v roce 2009 byli nuceni podpořit jeho znovuzvolení poté, kdy svou vinou nesplnili zákonný požadavek provést novou registraci strany po změně zákona o politických stranách, kvůli čemuž nemohli do voleb postavit vlastního kandidáta. Své rozhodnutí vedení strany vysvětlilo nutností podpořit politickou stabilitu, od níž závisí umístění Abcházie na politické mapě světa.
Když se konal osmý sjezd strany dne 30. října 2013, její tehdejší předseda Lev Šamba, jenž stranu vedl již osmým rokem, oznámil svůj záměr rezignovat, ale nakonec prvním tajemníkem zůstal a se stranou oslavil dvacáté výročí obnovení v roce 2015.
29. února 2016 se Komunistická strana Abcházie stala zakládajícím členem uskupení s názvem Rada pro národní jednotu Republiky Abcházie, jež sjednocuje politické strany a hnutí, které nejsou ani provládní ani opoziční.

## Seznam prvních tajemníků strany
- Oleg Domenija (? – 1997)
- Enver Kapba (1997 – 2004)
- Lev Šamba (2004 – 14. dubna 2020)
- Bakur Bebija (od 14. dubna 2020)